# Erik Janža
Erik Janža (* 21. června 1993, Murska Sobota) je slovinský profesionální fotbalista, který hraje na pozici levého obránce za polský klub Górnik Zabrze, jehož je kapitánem, a za slovinský národní tým.

## Klubová kariéra
Svoji fotbalovou kariéru začal v týmu ND Mura 05, kde v sezoně 2010/11 debutoval v seniorském fotbale. V mužstvu nastupoval pravidelně a v lednu 2013 přestoupil do celku NK Domžale. Následně jeho kroky vedly do klubu NK Maribor, se kterým získal v ročníku 2014/15 ligový titul a v následujícím ročníku slovinský pohár.

### FC Viktoria Plzeň
V prosinci 2016 přestoupil do Česka, konkrétně do Viktorie Plzeň. V mužstvu podepsal kontrakt do léta 2021 a přišel jako možná náhrada do budoucna za Davida Limberského.

## Klubové statistiky
Aktuální k 15. lednu 2017
| Sezona  | Klub              | Soutěž             | Zápasy | Góly |
| ------- | ----------------- | ------------------ | ------ | ---- |
| 2010/11 | ND Mura 05        | 2. SNL             | 25     | 1    |
| 2011/12 | ND Mura 05        | 1. SNL             | 31     | 0    |
| 2012/13 | ND Mura 05        | 1. SNL             | 20     | 0    |
| 2012/13 | NK Domžale        | 1. SNL             | 12     | 0    |
| 2013/14 | NK Domžale        | 1. SNL             | 35     | 4    |
| 2014/15 | NK Domžale        | 1. SNL             | 19     | 0    |
| 2014/15 | NK Maribor        | 1. SNL             | 6      | 0    |
| 2015/16 | NK Maribor        | 1. SNL             | 11     | 0    |
| 2016/17 | NK Maribor        | 1. SNL             | 16     | 0    |
| 2016/17 | FC Viktoria Plzeň | ePojisteni.cz liga |        |      |

## Reprezentační kariéra
Erik Janža působil ve slovinských mládežnických reprezentačních výběrech od kategorie U15 (včetně U21).
V A-mužstvu Slovinska debutoval 18. 11. 2014 v přátelském zápase v Lublani proti reprezentaci Kolumbie (porážka 0:1).

### Reprezentační zápasy a góly
Zápasy Erika Janžy v A-týmu slovinské reprezentace
| Rok    | Zápasy | Góly |
| ------ | ------ | ---- |
| 2014   | 1      | 0    |
| Celkem | 1      | 0    |